# Fantastic (revista)
Fantastic fue una revista estadounidense en formato digest de ciencia ficción y fantasía propiedad de Ziff-Davis que se publicó entre 1952 y 1980. Se fundó como revista acompañante de Amazing Stories, y las primeras ventas fueron buenas; luego, Ziff-Davis decidió rápidamente cambiar el formato pulp de Amazing a digest, y cesó la publicación de la revista de ciencia ficción Fantastic Adventures. En pocos años las ventas cayeron, y Howard Browne —el editor— se vio obligado a cambiar el foco editorial hacia la ciencia ficción en lugar de la fantasía; como resultado, Browne perdió el interés en la revista y ésta se publicó generalmente con ficción de baja calidad a mediados de la década de 1950, precisamente durante la titularidad editorial de Browne y luego, de su sucesor Paul W. Fairman.
A finales de la década de 1950 Cele Goldsmith asumió el cargo de editor en Fantastic y Amazing y rápidamente fortaleció ambas revistas, incluyendo varios escritores nóveles que, en palabras de un historiador de ciencia ficción, las transformarían en «las mejores y más brillantes» revistas en su tipo. Ella ayudó a nutrir el inicio de las carreras de diversos escritores de la talla de Roger Zelazny y Ursula K. Le Guin, aunque no pudo ser capaz de incrementar los niveles de circulación, por lo que en 1965 ambas publicaciones se vendieron a Sol Cohen, quien contrató a Joseph Wrzos como editor e implementó una política de reimpresiones que, aunque trajo consigo éxito financiero, puso a Cohen en conflicto con la recién formada Asociación de escritores de ciencia ficción y fantasía de Estados Unidos. Tras un período turbulento a finales de la década de 1960, Ted White se convirtió en editor y las reimpresiones se eliminaron.
White trabajó duro para transformar a la revista en una publicación exitosa; así, introdujo obras de arte provenientes de artistas que se habían hecho un nombre en los cómics y trabajó con nuevos autores tales como Gordon Eklund. Su presupuesto para ficción era bajo, pero de vez en cuando era capaz de encontrar buenas historias de conocidos escritores que se habían rechazado en otros mercados. La circulación continuó disminuyendo y en 1978 Cohen vendió la mitad de su participación en la revista a su socio Arthur Bernhard. White renunció poco después y fue reemplazado por Elinor Mavor, pero dos años después Bernhard decidió cerrar Fantastic fusionándola con Amazing, cuyas cifras de circulación siempre fueron ligeramente superiores.

## Historia de la publicación
En 1938, Ziff-Davis —una editorial con sede en Chicago que buscaba expandirse en el mercado de las revistas pulp, adquirió Amazing Stories. El número de revistas de ciencia ficción creció rápidamente; varios nuevos títulos aparecieron en los años siguientes, incluyendo Fantastic Adventures, que lanzó Ziff-Davis en 1939 como compañero de Amazing. Bajo la dirección editorial de Raymond Palmer, ambas revistas alcanzaron un éxito razonable, aunque con una baja calidad, luego, cuando Howard Browne asumió el cargo de editor en Amazing durante enero de 1950, decidió tratar de mejorar su calidad. Ziff-Davis acordó respaldar a la nueva revista, y Browne armó un ejemplar de muestra; sin embargo, cuando estalló la guerra de Corea, Ziff-Davis decidió recortar sus presupuestos y el proyecto se abandonó. Browne no se dio por vencido, y en 1952 recibió el visto bueno para intentar el lanzamiento de una nueva revista, que se centró en fantasía de alta calidad, un género de reciente popularidad. El primer número de Fantastic se dató en el verano de 1952, apareció el 21 de marzo de ese año.

### Primeros años: década de 1960
| | Ene | Feb | Mar | Abr | May | Jun | Jul | Ago | Sep | Oct  | Nov  | Dic  |
| --- | --- | --- | --- | --- | --- | --- | --- | --- | --- | ---- | ---- | ---- |
| 1952 |     |     |     |     |     | 1/1 |     |     | 1/2 |      | 1/3  |      |
| 1953 | 2/1 |     | 2/2 |     | 2/3 |     | 2/4 |     | 2/5 |      | 2/6  |      |
| 1954 | 3/1 |     |     | 3/2 |     | 3/3 |     | 3/4 |     | 3/5  |      | 3/6  |
| 1955 |     | 4/1 |     | 4/2 |     | 4/3 |     | 4/4 |     | 4/5  |      | 4/6  |
| 1956 |     | 5/1 |     | 5/2 |     | 5/3 |     | 5/4 |     | 5/5  |      | 5/6  |
| 1957 |     | 6/1 | 6/2 | 6/3 | 6/4 | 6/5 | 6/6 | 6/7 | 6/8 | 6/9  | 6/10 | 6/11 |
| 1958 | 7/1 | 7/2 | 7/3 | 7/4 | 7/5 | 7/6 | 7/7 | 7/8 | 7/9 | 7/10 | 7/11 | 7/12 |
| 1959 | 8/1 | 8/2 | 8/3 | 8/4 | 8/5 | 8/6 | 8/7 | 8/8 | 8/9 | 8/10 | 8/11 | 8/12 |
| 1960 | 9/1 | 9/2 | 9/3 | 9/4 | 9/5 | 9/6 | 9/7 | 9/8 | 9/9 | 9/10 | 9/11 | 9/12 |
| Números de Fantastic a lo largo de la década de 1960. Se muestra en formato volumen/número. Los editores fueron Howard Browne, Paul Fairman, y Cele Goldsmith. El subrayado indica que el número se asociaba a una estación (e.g. «Verano, 1952») más que a un mes. |     |     |     |     |     |     |     |     |     |      |      |      |

Las ventas de Fantastic fueron muy buenas, lo que impresionó a Ziff-Davis lo suficiente como para cambiar su periodicidad desde trimestral a bimensual tras los dos primeros números, y para transformar a Amazing desde una revista en formato pulp a digest, para que coincidiera con Fantastic.
Poco después se tomó la decisión de eliminar Fantastic Adventures: la edición de marzo de 1953 fue la última, y la de mayo-junio de 1953 de Fantastic añadió una mención a Fantastic Adventures al inicio del cuerpo editorial, aunque esto desapareció con el siguiente número. El pago comenzó con dos centavos por palabra por todos los derechos, pero podía llegar a diez centavos a criterio del editor, lo que posicionó a Fantastic en el segundo escalón de las revistas que mejor pagaban, detrás de Astounding y Galaxy. El experimento asociado al manejo de la calidad en la ficción no duró mucho, dado que tras una reducción en la circulación, se recortó el presupuesto que a su vez redujo la calidad de la ficción que se publicaba. Browne anhelaba separar Fantastic de Amazing, pero descubrió que tenía que imprimir más ciencia ficción y menos fantasía para atraer más lectores hacia la revista hermana de Amazing. los pobres resultados de Fantastic probablemente fueron consecuencia de una saturación del mercado de las revistas de ciencia ficción, toda vez que aparecieron durante la década de 1950 más de las que el mercado fue capaz de soportar. El personal de ventas en Ziff-Davis fue capaz de ayudar en la comercialización de Fantastic y Amazing junto con las revistas técnicas que publicaba la editorial, además, la disponibilidad de una red nacional de ventas, a pesar de que no se centró únicamente en Fantastic, sin duda ayudó a la sobrevivencia de la revista.
En mayo de 1956 Browne dejó Ziff-Davis para convertirse en guionista. Paul W. Fairman asumió el cargo de editor tanto de Fantastic como de Amazing. En 1957 Bernard Davis dejó Ziff-Davis; fue él quien sugirió la adquisición de Amazing en 1939, y se involucró en las revistas de ciencia ficción durante todo el tiempo que trabajó en esta empresa. Con su salida, Amazing y Fantastic se estancaron, y aunque mantuvieron su periodicidad mensual, no recibieron demasiada atención por parte de Ziff-Davis.
En noviembre de 1955 Ziff-Davis contrató como asistente a Cele Goldsmith, quien comenzó ayudando en el desarrollo de dos nuevas revistas: Dream World y Pen Pals. También se encargó de revisar las cartas y manuscritos no solicitados que se remitían a las revistas, para posteriormente asumir mayores responsabilidades. En 1957 se la nombró redactora jefa de Amazing y Fantastic, por lo que pasó a encargarse de las tareas administrativas y la lectura de manuscritos no solicitados; a finales de 1958 se convirtió en editora, reemplazando a Fairman, quien pasó a editar la revista Ellery Queen's Mystery Magazine. Goldsmith —que se convirtió en Cele Lalli cuando se casó en 1964— ocupó este cargo durante seis años y medio.

### Década de 1960
| | Ene  | Feb  | Mar  | Abr  | May  | Jun  | Jul  | Ago  | Sep  | Oct   | Nov   | Dic   |
| --- | ---- | ---- | ---- | ---- | ---- | ---- | ---- | ---- | ---- | ----- | ----- | ----- |
| 1961 | 10/1 | 10/2 | 10/3 | 10/4 | 10/5 | 10/6 | 10/7 | 10/8 | 10/9 | 10/10 | 10/11 | 10/12 |
| 1962 | 11/1 | 11/2 | 11/3 | 11/4 | 11/5 | 11/6 | 11/7 | 11/8 | 11/9 | 11/10 | 11/11 | 11/12 |
| 1963 | 12/1 | 12/2 | 12/3 | 12/4 | 12/5 | 12/6 | 12/7 | 12/8 | 12/9 | 12/10 | 12/11 | 12/12 |
| 1964 | 13/1 | 13/2 | 13/3 | 13/4 | 13/5 | 13/6 | 13/7 | 13/8 | 13/9 | 13/10 | 13/11 | 13/12 |
| 1965 | 14/1 | 14/2 | 14/3 | 14/4 | 14/5 | 14/6 |      |      | 15/1 |       | 15/2  |       |
| 1966 | 15/3 |      | 15/4 |      | 15/5 |      | 15/6 |      | 16/1 |       | 16/2  |       |
| 1967 | 16/3 |      | 16/4 |      | 16/5 |      | 16/6 |      | 17/1 |       | 17/2  |       |
| 1968 | 17/3 |      | 17/4 |      | 17/5 |      |      | 17/6 |      | 18/1  |       | 18/2  |
| 1969 |      | 18/3 |      | 18/4 |      | 18/5 |      | 18/6 |      | 19/1  |       | 19/2  |
| 1970 |      | 19/3 |      | 19/4 |      | 19/5 |      | 19/6 |      | 20/1  |       | 20/2  |
| Números de Fantastic desde 1961 a 1970. Se muestra en formato volumen/número. Los editores fueron Cele Goldsmith (Lalli), Joseph Ross, Harry Harrison, Barry N. Malzberg y Ted White. |      |      |      |      |      |      |      |      |      |       |       |       |

La circulación tanto de Amazing como de Fantastic se redujo; en 1964 Fantastic tenía un tiraje pagado de solo 27 000. En 1965 Sol Cohen, quien en ese momento era la editora de Galaxy, creó su propia compañía a la que llamó Ultimate Publishing; con ella compró Amazing y Fantastic a Ziff-Davis. Cohen decidió maximizar la rentabilidad de las revistas, por lo que las llenó solo de reimpresiones; ello fue posible debido a que Ziff-Davis tenía los derechos de segunda generación para todas las historias que publicó, y cuando Cohen compró las revistas, las adquirió con ellas. El uso de esta estrategia permitió que Cohen ahorrara cerca de $8000 por año entre ambas revistas. Lalli decidió que no quería trabajar para Cohen, y se quedó con Ziff-Davis; el último número que editó fue el de junio de 1965. Cohen la sustituyó con Joseph Wrzos, quien utilizó el nombre de Joseph Ross en las revistas. Cohen se había reunido Wrzos en las oficinas de  Galaxy no mucho antes; Wrzos realizaba clases de inglés a tiempo completo, pero había trabajado para Gnome Press como asistente de editor en 1953–1954.
Cohen también lanzó una serie de revistas de reimpresión, la elaboración del archivo retrospectivo de ambos Amazing y Fantastic, utilizando nuevamente los derechos de segunda generación que adquirió desde Ziff-Davis. La primera revista reimpresa fue Great Science Fiction; el primer número, que se tituló Great Science Fiction from Amazing, apareció en agosto de 1965. A principios de 1967, se unieron a este The Most Thrilling Science Fiction Ever Told y Science Fiction Classics. Estos aumentaron la carga de trabajo de Wrzos, y aunque Cohen realizó la labor de selección de historias, Wrzos solo pudo ser capaz de trabajar en Fantastic y Amazing a tiempo parcial. Cohen contrató a Herb Lehrman para ayudar con las otras revistas.
Aunque Cohen pensó que el contrato con Ziff-Davis le otorgaba derechos de reimpresión sobre lo que necesitase, la recién formada Asociación de escritores de ciencia ficción y fantasía de Estados Unidos (SFWA) recibió varias denuncias sobre la negativa de Cohen a pagar algún derecho de autor, y sobre la negativa a responder ante las solicitudes de reasignación de estos derechos. La SFWA organizó un boicot contra las revistas de Cohen; después de un año, este accedió a pagar una tarifa plana para las reimpresiones, y en agosto de 1967 estuvo de acuerdo en aplicar pagos escalonados, con lo que el boicot se retiró.

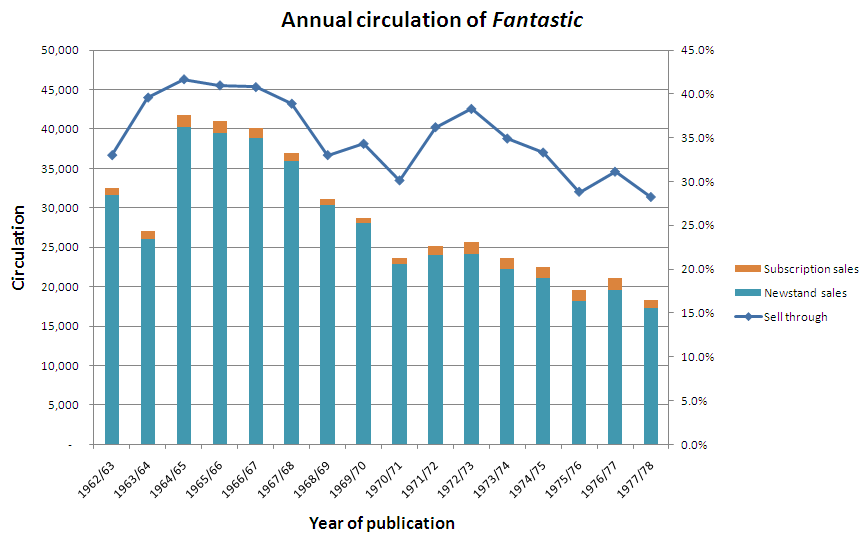
Circulación y sell through (porcentaje de impresos vendidos) para Fantastic.

Harry Harrison, quien se involucró en las negociaciones entre la SFWA y Cohen, fue contactado por este último para el cargo de editor en ambas revistas cuando el acuerdo se alcanzó en 1967. Harrison estaba disponible debido a que SF Impulse, de la que era editor, dejó de publicarse a principios de 1967. Tras esta contratación, Cohen acordó eliminar las reimpresiones gradualmente antes de fin de año. Cohen agregó el nombre de Harrison en la cabecera de los dos números de Great Science Fiction, a pesar de que Harrison no había tenido nada que ver con que la revista, pero las reimpresiones en Fantastic y Amazing continuaron y Harrison decidió renunciar en febrero de 1968, aunque recomendó Barry N. Malzberg como su reemplazo. 
Cohen conocía a Malzberg desde su trabajo en la Agencia Literaria Scott Meredith, y creyó que este sería más cooperativo que Harrison; sin embargo, este también estuvo poco dispuesto a trabajar con Cohen si las reimpresiones continuaban, por lo que pronto se arrepintió de asumir el puesto de editor. En octubre de 1968 Cohen negó el pago de una portada que Malzberg había encargado; Malzberg insistió amenazando con renunciar, ante lo cual, Cohen se puso en contacto con el presidente de la SFWA Robert Silverberg, y le dijo (falsamente) que Malzberg había renunciado. Así, Silverberg recomienda Ted White como reemplazo, y tras firmar un acuerdo con White, despidió a Malzberg; White tomó posesión del cargo en octubre de 1968, aunque su nombre no aparecería sino hasta la edición de junio de 1969, dado que existía una acumulación de historias que Malzberg adquirió antes del despido.

### Década de 1970
Al igual que sus predecesores inmediatos, White tomó el trabajo bajo la condición de que las reimpresiones se eliminarían. Pasó algún tiempo antes de que esto se lograra: al menos una reproducción se incluyó en todos los números hasta fines de 1971. El número de febrero de 1972 incluyó algunas piezas artísticas de 1939, constituyéndose en la última edición que incluyó reimpresiones.
| | Ene  | Feb  | Mar  | Abr  | May  | Jun  | Jul   | Ago  | Sep  | Oct   | Nov  | Dic  |
| --- | ---- | ---- | ---- | ---- | ---- | ---- | ----- | ---- | ---- | ----- | ---- | ---- |
| 1971 |      | 20/3 |      | 20/4 |      | 20/5 |       | 20/6 |      | 21/1  |      | 21/2 |
| 1972 |      | 21/3 |      | 21/4 |      | 21/5 |       | 21/6 |      | 22/1  |      | 22/2 |
| 1973 |      | 22/3 |      | 22/4 |      |      | 22/5  |      | 22/6 |       | 23/1 |      |
| 1974 | 23/2 |      | 23/3 |      | 23/4 |      | 23/56 |      | 23/6 |       | 24/1 |      |
| 1975 |      | 24/2 |      | 24/3 |      | 24/4 |       | 24/5 |      | 24/6  |      | 25/1 |
| 1976 |      | 25/2 |      |      | 25/3 |      |       | 25/4 |      |       | 25/5 |      |
| 1977 |      | 26/1 |      |      |      | 26/2 |       |      | 26/3 |       |      | 6/4  |
| 1978 |      |      |      | 27/1 |      |      | 27/2  |      |      | 27/3  |      |      |
| 1979 | 27/4 |      |      | 27/5 |      |      | 27/6  |      |      | 27/7  |      |      |
| 1980 | 27/8 |      |      | 27/9 |      |      | 27/10 |      |      | 27/11 |      |      |
| Números de Fantastic desde 1961 a 1970. Se muestra en formato volumen/número. Los editores fueron: Ted White por casi una década y luego, Elinor Mavor. |      |      |      |      |      |      |       |      |      |       |      |      |

La circulación de Fantastic rondaba las 37 000 unidades cuando White ingresó a la revista, de las que solo un cuatro por ciento correspondían a ventas por suscripción.  La esposa de Cohen se encargaba de enviar por correo los números suscritos desde su casa, y Cohen nunca quiso aumentar la base de suscriptores ya que ello aumentaría la carga de su esposa.
White focalizó grandes esfuerzos en aumentar la circulación a pesar de la falta de apoyo, sin embargo las cifras cayeron desde 37 000 —cuando asumió como editor— a menos de 24 000 en el verano de 1975; en este período se rumoreaba que Cohen deseaba vender tanto Fantastic como Amazing; entre otras posibilidades, tanto Roger Elwood —en ese momento un activo editor de antologías de ciencia ficción— y Edward L. Ferman —editor de The Magazine of Fantasy & Science Fiction—, se acercaron a Cohen con miras a adquirir ambos títulos sin resultados favorables, tratativas que White desconocía. Este trabajaba con un sueldo bajo, y sus amigos a menudo leían manuscritos de forma gratuita; en un momento introdujo un cobro de 25 centavos por leer manuscritos de escritores inéditos, cuota que se devolvería si se compraba la historia. White a veces estaba en desacuerdo con Arthur Bernhard, socio de negocios de Cohen, debido a diferencias políticas. La insatisfacción de White con sus condiciones laborales culminaron con su renuncia después que Cohen rechazó su propuesta de publicar Fantastic en formato slick, con grandes páginas y una mayor calidad de papel. White comentó en un artículo de la revista Science Fiction Review que había traído «una gran cantidad de energía y entusiasmo, así como muchas ideas para mejorar [las revistas]... y bueno, he puesto en práctica casi todas aquellas que se me permitieron... y he gastado la mayor parte de mi energía y entusiasmo». Cohen fue capaz de persuadir su permanencia por un año más, aunque White se quedó por otros tres.
White no pudo frenar del todo la caída en la circulación, a pesar de que esta aumentó levemente en 1977; ese año, Cohen perdió $15 000 dólares en ambas revistas, y decidió venderlas. Durante algún tiempo estuvo en búsqueda de un comprador, y aunque algunos estuvieron interesados —como por ejemplo Torgeson Roy— el 15 de septiembre de 1978 optó finalmente por vender la mitad de su participación a su socio Arthur Bernhard. White renovó sus sugerencias tendientes a mejorar el formato de la revista: quería transformar a Fantastic en una publicación de características similares a Time, y creía que podía evitar los errores que se habían cometido otras revistas de ciencia ficción que intentaron este enfoque; también propuso un aumento presupuestario y pidió un aumento de sueldo. Bernhard no sólo rechazó las ideas de White, sino que además dejó de pagarle: tras esto, White renunció. Su último día como editor oficial fue el 9 de noviembre; la última edición de Fantastic bajo su control fue el número de enero de 1979. Además, devolvió todos los manuscritos que se encontraban en su poder a los autores de éstos, incluso aquellos que ya estaban editados y listos para publicarse. White afirmó Bernhard le había solicitado aquello, aunque este último lo negó.
Bernhard contactó entonces a Elinor Mavor con el fin de que editara Amazing y Fantastic; su experiencia incluía la edición de Bill of Fare, una revista especializada en restaurantes, y aunque era una asidua lectora de ciencia ficción, conocía poco respecto a la historia de las revistas. Ella desconocía por ejemplo, que no era la primera mujer en editarlas, por lo que adoptó el seudónimo masculino Omar Gohagen por un tiempo.
Al asumir el cargo sugirió una campaña con el fin de aumentar la circulación, y en un viaje que realizó a Nueva York en 1979, averiguó información relativa a los costos potenciales. En su lugar, Bernhard decidió fusionar las dos revistas. La circulación continuó bajando, y aunque las cifras de los últimos dos años se desconocen, el historiador de ciencia ficción Mike Ashley estima que Fantastic tenía un tiraje menor a 13 000 unidades.
Bernhard sentía que Fantastic era poco rentable en comparación con Amazing, por lo que a fines de 1980 decidió fusionar las dos revistas. El último número independiente de Fantastic fue de octubre de 1980; a partir de entonces la revista combinada retornó a una periodicidad bimensual.
Bernhard sentía que Fantastic nunca había sido rentable, mientras que Amazing había hecho dinero, que era lo mejor para mantener increíble . Hasta el número de marzo de 1985, Amazing incluyó una mención a Fantastic en el lomo y en la página de contenido. En 1999, la revista de ficción conocida como Pirate Writings revivió el título Fantastic y el logotipo de la era Goldsmith en varios números, y aunque no se concibió como una continuación de la revista original, no tuvo éxito.

## Contenido y recepción

### Browne y Fairman

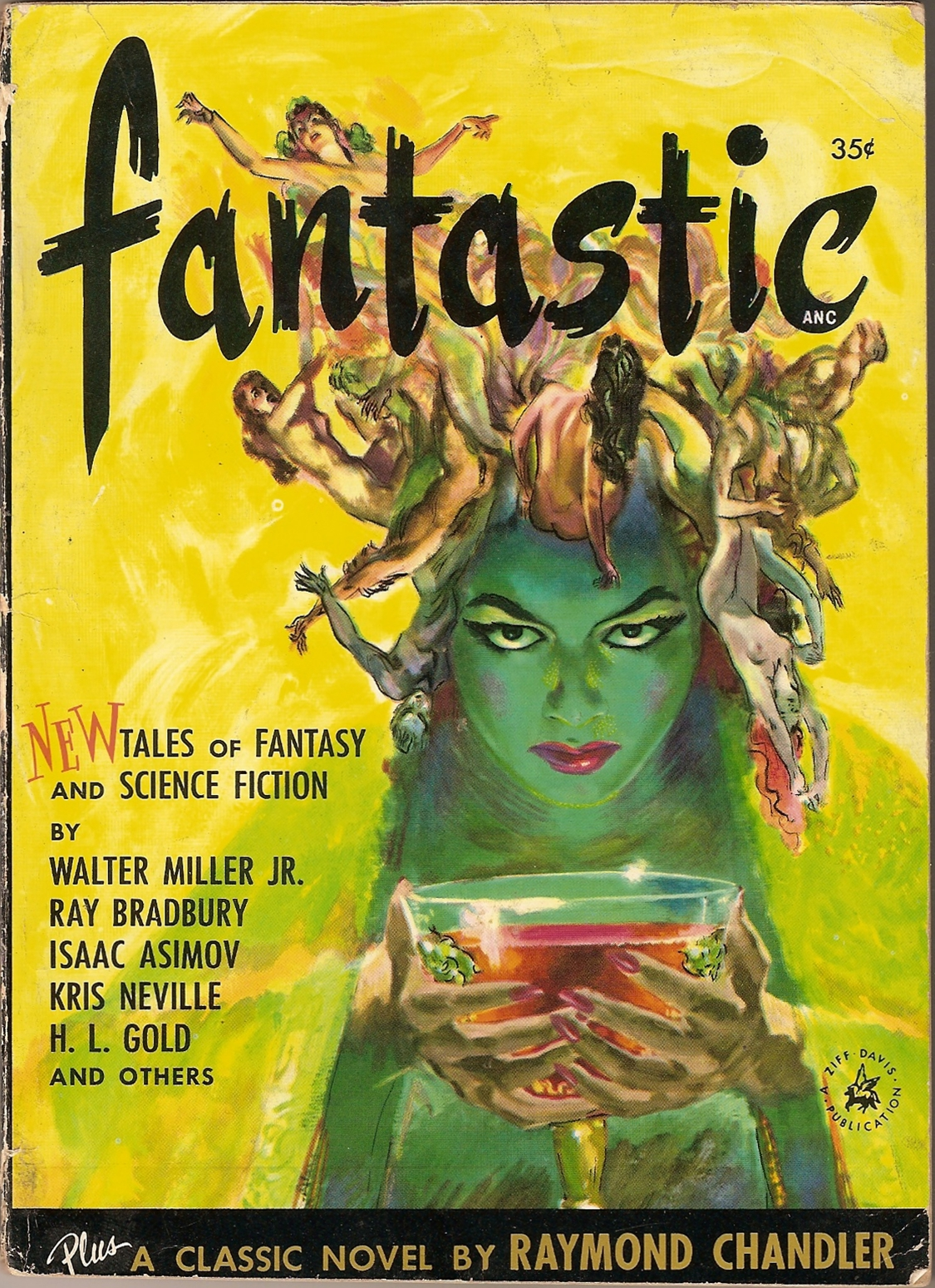
Portada del primer número, por Barye Phillips y Leo Summers.

El primer número de Fantastic fue impresionante, con una portada que el historiador de ciencia ficción Mike Ashley ha descrito como «una de las más cautivantes de todos los primeros números». La portada —que elaboraron Barye Phillips y Leo Summers— ilustró a The Opal Necklace de Kris Neville. La ficción consideró algunas historias de autores bien conocidos; en particular, incluyó Professor Bingo's Snuff de Raymond Chandler, que si bien apareció el año anterior en Park East magazine, era nueva para la mayoría de los lectores; esta era una historia corta de misterio donde el elemento de fantasía era la invisibilidad que se lograba a través de un tabaco mágico. Isaac Asimov y Ray Bradbury también contribuyeron con historias, y el número lo lideró Six and Ten Are Johnny de Walter M. Miller. La contraportada reprodujo la pintura Danger on the Stairs de Pierre Roy, que representa una serpiente sobre una escalera; esta fue una elección extraña, pero las contraportadas posteriores tendieron a ajustarse más naturalmente a una revista de fantasía. 
La calidad de la ficción continuó siendo alta durante el primer año; el historiador Mike Ashley indica que casi todas las historias en los siete primeros números fueron de alta calidad, mientras que el historiador David Kyle las considera como un «experimento notable exitoso». Sin embargo, el bibliógrafo de ciencia ficción Donald Tuck disiente con respecto a los primeros años, indicando que contienían «poco que notar [y que advertir]», mientras que James Blish escribió una revisión contemporánea del segundo número donde descartó a tres de las siete historias del número de otoño de 1952 por ser esencialmente historias de crímenes escritas para el mercado de ciencia ficción, y comentó que de las cuatro restantes, sólo dos eran «razonablemente competentes y bien elaborados».
Otros escritores bien conocidos aparecieron en las primeras ediciones, entre los que se incluyeron Shirley Jackson, B. Traven, Truman Capote y Evelyn Waugh. Mickey Spillane había escrito un cuento que tituló The Woman With Green Skin y que no pudo vender; Browne ofreció comprarla con la condición de que podría reescribirla, y Spillane accedió. Tras esto, Browne desechó prácticamente todo el texto y escribió una nueva historia que tituló The Veiled Woman, y que luego publicó como escrita por Spillane en la edición de noviembre-diciembre de 1952, el número tuvo ventas auspiciosas, por lo que fue reimpresa; el total de copias vendidas sobrepasó las 300 000.
El énfasis estuvo en la fantasía, y gran parte de ella fue del tipo slick —un género de ficción que revistas slick de lujo como The Saturday Evening Post estaban dispuestas a comprar. Algunas historias de ciencia ficción aparecieron durante los primeros años, incluidos Sally de Isaac Asimov, que retrataba un mundo en el que los automóviles tenían cerebros robóticos y eran inteligentes. En 1955 se decidió trasladar el foco de la revista hacia la ciencia ficción: en palabras de Browne

«Stories of straight fantasy were largely eliminated and straight science-fiction substituted, cover subject matter became of a scientific nature, the words "science fiction" appeared under the title, interior artwork was tightened up to replace the loose, 'arty' kind of drawing we had been using».
(...) las historias de fantasía se eliminaron ampliamente y se sustituyeron directamente por ciencia-ficción, las materias a cubrir pasaron a ser de carácter científico, la frase ciencia ficción se insertó bajo el título [y] el trabajo de arte se reforzó con el fin de reemplazar aquellos dibujos que pretendían ser artísticos, y que se venían usando con anterioridad.

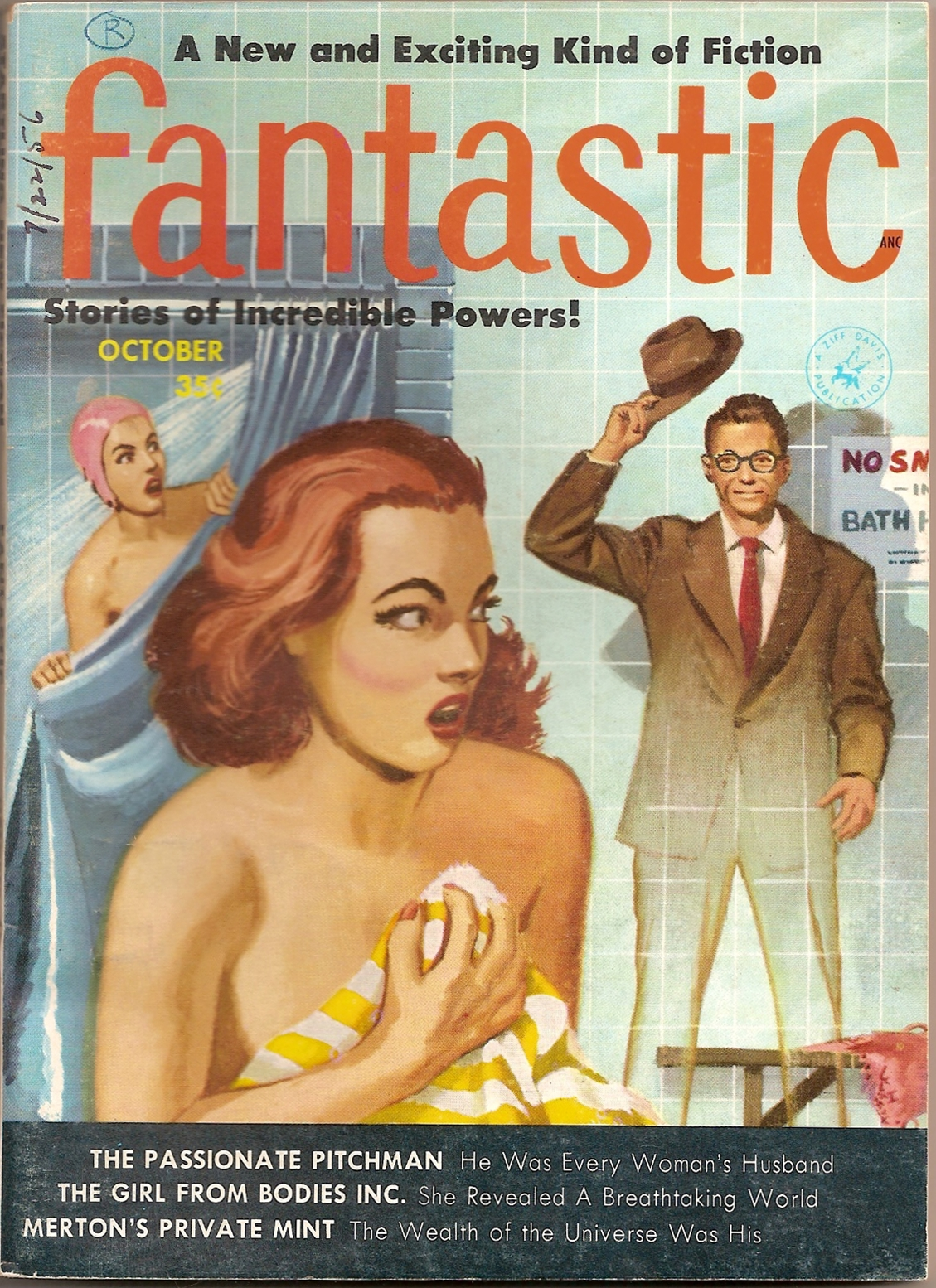
Segunda portada dedicada al género de fantasía en octubre de 1956, por Ed Valigursky.

Las ventas crecieron un 17% tras dos números. Sin embargo, Browne no se interesó en demasía con la ciencia ficción, por lo que pronto mermó la calidad de la ficción, con un pequeño grupo de escritores estables que escribieron gran parte de las historias impresas en Fantastic con seudónimos por un par de años. A principios de 1956, la ficción en la revista era —en opinión del historiador de ciencia ficción Mike Ashley— «[un] receptáculo de previsible mediocridad», aunque si había algo de inventiva evidente en escritores nóveles tales como Robert Silverberg, Harlan Ellison y Randall Garrett.
Aunque Browne no fue capaz de transformar a Fantastic en una publicación exitosa mediante la especialización en el género fantástico, él todavía estaba interesado en el género de la fantasía, y experimentó con la temática del deseo en el número de diciembre de 1955. Descartó las palabras ciencia ficción de la portada, y publicó cinco historias asociadas a fantasías masculinas de una forma u otra. La tapa mostraba a un hombre que traspasaba una pared y encontraba a una mujer desnuda; el trabajo de arte lo realizó Ed Valigursky e ilustraba a All Walls Were Mist de Paul Fairman. La reacción de los lectores, de acuerdo con Browne, fue prácticamente favorable por lo que publicó esporádicamente historias relativas al tema del deseo. Así, el experimento se repitió con en el número de octubre de 1956, que nuevamente descartó de la portada la frase ciencia ficción; este incluyó artículos relacionados con la temática de los poderes increíbles. Una vez más, la tapa ilustró una fantasía masculina: esta vez mostraba a un hombre que se materializaba en un baño donde las mujeres se duchaban. Cuando este segundo número especial apareció, Browne ya no trabajaba para Ziff-Davis; él dejó planes muy avanzados asociados a la edición una revista en torno a estos temas, y Fairman, quien en ese momento editaba Fantastic y Amazing, materializó esta idea y editó Dream World. La nueva publicación duró tres ediciones trimestrales desde febrero de 1957, pero fue poco exitosa en un mercado altamente competitivo.
Fairman dedicó la edición de julio de 1958 al Shaver Mystery, un conjunto espeluznante de creencias expuestas por Richard Shaver a fines de 1940 que hablaban sobre «robots perjudiciales» o «Deros» que estaban detrás de la mayoría de los desastres que se abatieron sobre la humanidad. La mayoría de estas historias se publicaron en Amazing, aunque tras atraer artículos ridiculizantes de la prensa, Ziff-Davis solicitó el cese su publicación al editor de esa época, Ray Palmer. Los lectores Fantastic no fueron amables, quejándose enérgicamente.

### Goldsmith
Cuando Goldsmith asumió el cargo de editora, había cierta preocupación en Ziff-Davis respecto a su capacidad para manejar el trabajo; así, se contrató a Norman Lobsenz como consultor, bajo el cargo de director editorial, aunque fue Goldsmith quien seleccionaba las historias. Lobsenz proveía publicidad y editoriales, leía las historias que Goldsmith compraba y se reunía con Goldsmith cada semana. Goldsmith no era una lectora de ciencia ficción de larga data y sabía muy poco sobre el género, por lo que se limitó a buscar ficción de buena calidad y compró lo que le gustaba. En palabras de Mike Ashley «el resultado, entre 1961 y 1964, fue las dos revistas más interesantes y originales de este campo». Los escritores nóveles cuyas primeras historias aparecieron en Fantastic durante este período fueron Phyllis Gotlieb, Larry Eisenberg, Ursula K. Le Guin, Thomas M. Disch y Piers Anthony. El número de noviembre de 1959 se dedicó a Fritz Leiber, e incluyó una historia de los héroes Fafhrd y el Ratonero Gris que se tituló Lean Times in Lankhmar; además, Goldsmith otra media docena de historias de la serie durante los siguientes seis años, junto con otras similares —algunas veces imitaciones— tales como las primeras obras de Michael Moorcock y las primeras historias de Brak el bárbaro de John Jakes. Esto ayudó a fortalecer al naciente subgénero de espada y brujería. Goldsmith obtuvo una de las primeras historias de Cordwainer Smith que se tituló The Fife of Bodidharma, y que se incluyó en el número de junio de 1959, aunque poco después Frederik Pohl llegó a un acuerdo para que fuera Galaxy el que tuviera la primera opción en toda la obra de Smith.
Durante la década de 1960 Goldsmith transformó a Fantastic y Amazing —en palabras de Mike Ashley— en las revistas «más hermosas y brillantes». Esto se aplica tanto al contenido como a las portadas, donde Goldsmith utilizó a artistas como Alex Schomburg y Leo Summers. Ashley también describe a 'Fantastic como la «revista de fantasía más importante» durante la era Goldsmith; en aquel período la otra única publicación centrada específicamente en ficción de la fantasía era la británica Science Fantasy.
Los gustos de Goldsmith fueron demasiado diversos para Fantastic como para limitarse exclusivamente al género de fantasía, por lo que su disposición a comprar ficción que le gustaba, a pesar de las expectativas del género, permitió que muchos nuevos escritores florecieran en las páginas de Amazing y Fantastic. Escritores como Ursula K. Le Guin, Roger Zelazny y Thomas M. Disch le vendieron regularmente historias durante el comienzo de sus carreras; Le Guin comentó posteriormente que Goldsmith tuvo «más emprendimiento y visión que cualquier otro editor de revistas de ciencia ficción jamás tuvo» ". No todas las elecciones de Goldsmith fueron universalmente populares entre los suscriptores de la revista: se publicó regularmente ficción de David R. Bunch por ejemplo, con críticas mixtas provenientes de los lectores.

### Era de las reimpresiones
Wrzos persuadió a Cohen que tanto Amazing como Fantastic debían contener una nueva historia en cada número, en lugar de solo reediciones; Goldsmith había dejado un cúmulo de relatos inéditos y Wrzos fue capaz de estirarlos durante algún tiempo. Una de esas historias fue Stardock de Fritz Leiber, otra historia de Fafhrd y el Ratonero Gris que apareció en la edición de septiembre de 1965 y que posteriormente recibió una nominación al Premio Hugo. Las reimpresiones tuvieron una buena recepción por parte de los fanes, debido a que Wrzos fue capaz de encontrar historias de buena calidad que no estaban disponibles excepto en las revistas originales, por lo que para muchos de los lectores significaban material fresco. Wrzos también reimprimió The People of the Black Circle en 1967, una historia de Robert E. Howard perteneciente a Weird Tales, cuando las historias de Conan el Bárbaro eran cada vez más populares.
Además del archivo de nuevas historias de la época de Ziff-Davis, Wrzos fue capaz de adquirir nuevo material. Estaba especialmente contento tras adquirir For a Breath I Tarry de Roger Zelazny, sin embargo, tuvo que esperar la aprobación de Cohen para sus adquisiciones. Cohen, tal vez inseguro sobre la originalidad de la historia, retrasó su decisión hasta que apareció en la revista británica New Worlds antes de acordar su publicación. Wrzos comentó años más tarde «(..) nunca le perdonaré [a Cohen] su timidez en ese momento». Wrzos compró la primera historia de Doris Piserchia que tituló Rocket to Gehena, y fue el primer editor que adquirió una historia de Dean Koontz. Tuvo que trabajar con Koontz para mejorarla, lo que unido a la planificación de nuevo material, retrasó su publicación; ello significó que Koontz apareció en Fantasy & Science Fiction con Soft Come the Dragons en agosto de 1967, antes que A Darkness in My Soul de Fantastic en enero de 1968.
Tras la salida de Wrzos, Harrison y Malzberg tuvieron escasas oportunidades de remodelar la revista toda vez que asumieron la responsabilidad durante un par de números hasta que Ted White se hizo cargo. Sin embargo, Harrison reeditó Fault en agosto de 1968, la primera venta de James Tiptree; nuevamente, la lenta planificación editorial significó que esta no sea la primera aparición de Tiptree; adicionalmente, Harrison añadió una columna de ciencia escrita por Leon Stover, pero fue incapaz de cambiar la posición reimpresora de Cohen, por lo que no pudo imprimir mucha nueva ficción. Cuando Malzberg relevó a Harrison publicó a John Sladek, Thomas M. Disch y James Sallis, quienes pertenecían al New Wave de la ciencia ficción, pero su mandato fue muy corto como para tener un impacto significativo en la revista.

### White y Mavor
White solo fue capaz de ofrecer a sus escritores un centavo por palabra, cifra sustancialmente menor a las que ofrecían las revistas líderes del género —Analog Science Fiction and Fact pagaba 5 centavos, mientras que Galaxy Science Fiction y Fantasy & Science Fiction pagaban 3 centavos. La mayoría de las historias solo se remitían a White una vez que los mercados mejor remunerados las rechazaban, aunque entre los éstos White pudo en algunas ocasiones ser capaz de encontrar material experimental que le gustaba. Por ejemplo, Piers Anthony fue incapaz de vender una de sus primeras novelas de fantasía que tituló Hasan; White leyó un avance del manuscrito y rápidamente la adquirió para Fantastic, donde se publicó a partir del número de diciembre de 1969.
White también se encargó de establecer relaciones con nuevos escritores; así, compró la primera historia de Gordon Eklund Dear Aunt Annie, que apareció en la edición de abril de 1970 y luego recibió una nominación al Premio Nébula. A pesar de este éxito, Eklund no estaba dispuesto a convertirse en un escritor a tiempo completo debido a los riesgos financieros, por lo que White accedió a comprar cualquier cosa Eklund escribiera bajo la condición de que Eklund creyera que era una buena historia. El resultado fue que gran parte de la ficción de este escritor apareció en Amazing  y Fantastic durante los años siguientes.
Además de obras experimentales, White fue capaz de obtener material de algunos de los principales escritores de ciencia ficción de la época, entre los que se encontraban Brian Aldiss y John Brunner. White también adquirió algunos de los primeros trabajos de escritores que llegaron a ser más conocidos en otros campos: Roger Ebert vendió dos historias a principios de la década de 1970 a Fantastic —la primera After the Last Mass apareció en la edición de febrero de 1972—, mientras que en 1975 White adquirió la segunda historia de Ian McEwan Solid Geometry, y que posteriormente incluyó en su primera colección de cuentos que llamó First Love, Last Rites, que ganó el Premio Somerset Maugham en 1976.
White fue un fan activo de la ciencia ficción antes de involucrarse profesionalmente en el campo, y aunque estimaba que sólo uno de cada treinta 30 lectores eran aficionados activos a la ciencia ficción, trató de buscar ayuda en esta base de fanes instando a los lectores a darle retroalimentación y a controlar la distribución de las revistas en los quioscos. White quiso introducir artistas consagrados en otros campos ajenos a la ciencia ficción tales como Jeff Jones, Vaughn Bodé y Steve Hickman; sin embargo, la empresa tenía que lidiar con obras de arte baratas que se adquirían de revistas europeas para utilizarse en las portadas, y se le instruyó para hacer uso una de ellas. Comisionó una tira cómica a Vaughn Bode, pero Judy-Lynn Benjamin de Galaxy realizó una mejor oferta; posteriormente les dijo a sus lectores que había firmado nuevamente con Bodé para las ilustraciones interiores, pero esto nunca se materializó. En su lugar, una tira de cuatro páginas de Jay Kinney apareció en diciembre de 1970; una segunda de Art Spiegelman se planificó, pero nunca se publicó. Eventualmente, se le permitió a White comisionar una portada de arte original; así, publicó los primeros trabajos de Mike Hinge, y Mike Kaluta hizo su primera venta profesional Fantastic. Él trató de contratar a Hinge como director de arte, pero al no prosperó, White asume dicho rol usando a veces el seudónimo J. Edwards.
Debido a la mala distribución, Fantastic nunca fue capaz de beneficiarse de la creciente popularidad del género fantástico, aunque White pudo publicar varias historias de reconocidos escritores en el campo, incluyendo una novela de espada y brujería de Dean R. Koontz, que apareció en la edición de octubre de 1970, y una historia del personaje Elric de Melniboné de Michael Moorcock en febrero de 1972. El renacimiento del personaje de Conan de Robert E. Howard en las historias de L. Sprague de Camp y Lin Carter lograron aumentar las ventas; la primera apareció en agosto de 1972, y White informó que las ventas de ese número fue mayor que cualquier otro número de Amazing o Fantastic durante ese año. Cada historia de Conan, de acuerdo a White, aumentó las ventas de ese número en 10 000 copias. White también publicó varias de las historias con los personajes Fafhrd y el Ratonero Gris, y agregó Sword and Sorcery en la portada de 1975. En el mismo año, la revista hermana Sword & Sorcery Annual inició sus ediciones, pero el primer número fue el único en aparecer.
La calidad de la revista se mantuvo alta incluso cuando la tensión financiera aumentaba a finales de 1970. White adquirió un trabajo artístico de Stephen Fabian y Douglas Beekman para la portada e historias de algunos escritores de la nueva generación de ciencia ficción, tales como George R. R. Martin y Charles Sheffield. White abandonó las revistas en noviembre de 1978, pero el primer número de Fantastic bajo el control editorial de Elinor Mavor fue en abril de 1979. Debido a que White devolvió historias no compradas, ella tuvo muy poco trabajo y se le obligó a llenar la revista con reimpresiones, lo que derivó en un nuevo conflicto con la comunidad de escritores, por lo que hizo todo lo posible para calmarlos. En una convención en 1979 conoció a Harlan Ellison, quien se quejó de la política de reimpresiones; ella le explicó que era temporal y fue capaz de llegar a acuerdo con él para que contribuyera con historias, así, publicó dos piezas de su autoría en Amazing durante los tres años siguientes. El número de enero de 1980 de Fantastic —cuarta edición de Mavor— fue el último que contuvo historias reimpresas, tras la cual Mavor fue capaz de encontrar nuevos escritores, incluyendo Brad Linaweaver y John E. Stith, quienes vendieron sus primeras historias Fantastic. El último año de Fantastic mostró «una constante mejora de contenido» según Mike Ashley, quien cita en particular a Daemon, una historia gráfica serializada que ilustró Stephen Fabian. Sin embargo, a finales de 1980 la existencia independiente de Fantastic finalizó, y se fusionó con Amazing.

## Detalles de la publicación

### Editores
La siguiente lista muestra las personas que ocuparon el cargo de editor. En algunos casos, como a comienzos del período de Cele Goldsmith, el editor oficial no fue la misma persona, que se detallan más arriba.
- Howard Browne (verano de 1952 - agosto de 1956).
- Paul Fairman (octubre de 1956 - noviembre de 1958).
- Cele Goldsmith (diciembre de 1958 a junio de 1965).[n 3]
- Joseph Ross (septiembre de 1965 a noviembre de 1967).
- Harry Harrison (enero de 1968 a octubre de 1968).
- Barry N. Malzberg (diciembre de 1968 a abril de 1969).
- Ted White (junio de 1969 a enero de 1979).
- Elinor Mavor (abril de 1979 - octubre de 1980).

### Otros datos bibliográficos
El título cambió varias veces, y frecuentemente existieron inconsistencias entre la portada, lomo indicia y cabecera.
| Inicio    | Fin    | Portada                                       | Lomo                                           | Indicia                           | Cabecera                                      | Total de números |
| --------- | ------ | --------------------------------------------- | ---------------------------------------------- | --------------------------------- | --------------------------------------------- | ---------------- |
| Verano-52 | Feb-55 | Fantastic                                     | Fantastic                                      | Fantastic                         | Fantastic                                     | 16               |
| Abr–55    | Oct–55 | Fantastic Science-Fiction                     | Fantastic                                      | Fantastic                         | Fantastic                                     | 4                |
| Dic–55    | Dic–55 | Fantastic                                     | Fantastic                                      | Fantastic                         | Fantastic                                     | 1                |
| Feb–56    | Aug–56 | Fantastic Science-Fiction                     | Fantastic                                      | Fantastic                         | Fantastic                                     | 4                |
| Oct–56    | Oct–56 | Fantastic                                     | Fantastic                                      | Fantastic                         | Fantastic                                     | 1                |
| Dic–56    | Sep–57 | Fantastic Science-Fiction                     | Fantastic                                      | Fantastic                         | Fantastic                                     | 9                |
| Oct–57    | Feb–58 | Fantastic Science Fiction                     | Fantastic                                      | Fantastic                         | Fantastic                                     | 5                |
| Mar–58    | Ago–59 | Fantastic                                     | Fantastic                                      | Fantastic                         | Fantastic                                     | 18               |
| Sep–59    | Dic–59 | Fantastic Science Fiction Stories             | Fantastic                                      | Fantastic Science Fiction Stories | Fantastic Science Fiction Stories             | 4                |
| Ene-60    | Sep-60 | Fantastic Science Fiction Stories             | Fantastic Science Fiction Stories              | Fantastic Science Fiction Stories | Fantastic Science Fiction Stories             | 9                |
| Oct-60    | Jun-65 | Fantastic Stories of Imagination              | Fantastic Stories of Imagination               | Fantastic                         | Fantastic Stories of Imagination              | 57               |
| Sep-65    | Dic-69 | Fantastic Science Fiction - Fantasy           | Fantastic Stories                              | Fantastic                         | Fantastic Science Fiction - Fantasy           | 26               |
| Feb-70    | Abr-71 | Fantastic Stories Science Fiction - Fantasy   | Fantastic Stories                              | Fantastic                         | Fantastic Science Fiction - Fantasy           | 8                |
| Jun-71    | Abr-72 | Fantastic Stories Science Fiction & Fantasy   | Fantastic Stories                              | Fantastic                         | Fantastic Stories Science Fiction & Fantasy   | 6                |
| Jun-72    | Jun-72 | Fantastic Stories Science Fiction & Fantasy   | Fantastic Stories Science Fiction & Fantasy    | Fantastic                         | Fantastic Stories Science Fiction & Fantasy   | 1                |
| Ago-72    | Ago-72 | Fantastic Stories Science Fiction & Fantasy   | Fantastic Stories                              | Fantastic                         | Fantastic Stories Science Fiction & Fantasy   | 1                |
| Oct-72    | Feb-75 | Fantastic Stories Science Fiction & Fantasy   | Fantastic Stories Science Fiction & Fantasy    | Fantastic                         | Fantastic Stories Science Fiction & Fantasy   | 14               |
| Abr-75    | Jun-77 | Fantastic Stories Sword & Sorcery and Fantasy | Fantastic Stories Swords & Sorcery and Fantasy | Fantastic                         | Fantastic Stories Science Fiction & Fantasy   | 11               |
| Sep-77    | Oct-78 | Fantastic Stories                             | Fantastic Stories                              | Fantastic                         | Fantastic Stories Sword & Sorcery and Fantasy | 5                |
| Ene-79    | Ene-79 | Fantastic Stories Science Fiction & Fantasy   | Fantastic Stories Science Fiction & Fantasy    | Fantastic                         | Fantastic Stories Science Fiction & Fantasy   | 1                |
| Abr-79    | Oct-80 | Fantastic Science Fiction                     | Fantastic Stories                              | Fantastic                         | Fantastic Science Fiction                     | 7                |

La siguiente tabla muestra los números que aparecieron para cada editorial:
| Fechas                             | Editorial                                 |
| ---------------------------------- | ----------------------------------------- |
| verano de 1952 – junio de 1965     | Ziff-Davis, Nueva York                    |
| septiembre de 1965 – enero de 1979 | Ultimate Publishing, Flushing, Nueva York |
| abril de 1979 – octubre de 1980    | Ultimate Publishing, Purchase, Nueva York |

Entre diciembre de 1953 y febrero de 1955 Thorpe & Porter publicó una edición británica de ocho números bimensuales, sin consignar las fechas en la portada. Estos correspondieron a los números estadounidenses de septiembre/octubre de 1953 y diciembre de 1954, y fueron numerados dentro del volumen 1, números 1 al 8.
Fantastic se publicó en formato digest durante toda su existencia. El número de páginas comenzó con 160, pero se redujo a 144 con el número de septiembre/octubre de 1953 y luego a 128 páginas con el siguiente número en noviembre/diciembre de 1953. El número de septiembre de 1960 tuvo 144 páginas, pero aparte de esta edición, la cantidad de páginas se quedó en 128 hasta septiembre de 1965, cuando se incrementó a 160. En enero de 1968 volvió a bajar a 144 páginas, y desde febrero de 1971 se redujo a 128 páginas para no variar hasta el fin de la publicación. La primera edición tuvo un precio de 35 centavos; a partir de entonces, el precio subió de la siguiente manera: 50 centavos en mayo de 1963, 60 centavos en diciembre de 1969, 75 centavos en julio de 1974, $1.00 en octubre de 1975, $1.25 en abril de 1978, y finalmente, $1.50 a partir de abril de 1979 hasta la última edición.

### Antologías derivadas
Tres antologías de historias provenientes de Fantastic se han editado. Note que Time Untamed contiene historias que se publicaron en la revista durante su época de reimpresiones, pero que no necesariamente aparecieron por primera vez ahí.
| Año  | Editor                                     | Título                                             | Editorial                   |
| ---- | ------------------------------------------ | -------------------------------------------------- | --------------------------- |
| 1967 | Ivan Howard                                | Time Untamed                                       | Belmont: Nueva York         |
| 1973 | Ted White                                  | The Best From Fantastic                            | Manor Books: Nueva York     |
| 1987 | Martin H. Greenberg & Patrick Lucien Price | Fantastic Stories: Tales of the Weird and Wondrous | TSR: Lake Geneva, Wisconsin |